# King's Lynn
King's Lynn est une ville du Nord-Ouest du comté de Norfolk, dans l'est de l'Angleterre. Située sur la Great Ouse, à proximité de l'estuaire, ce fut un port important, notamment au Moyen Âge. La ville s'appelait autrefois Bishop's Lynn ; elle a pris son nom actuel après la dissolution des monastères de 1538.
De création très ancienne, la ville d'origine se développa autour de Saturday Market et s'étendit vers le nord, au XIIe siècle, autour de Tuesday Market. Entouré de murs (les plus beaux vestiges sont la porte sud), elle fut l'un des ports les plus actifs du Moyen Âge. L'intérêt de son paysage urbain tient à son réseau d'anciennes rues et à son héritage exceptionnellement riche de bâtiments datant de l'époque médiévale.
King's Lynn était un des ports principaux de la Hanse, et aujourd'hui un vieux comptoir (kontor) survit dans la ville, la seule trace de la Hanse en Angleterre.

## Personnages liés à la ville
- Edward Villiers Rippingille (vers 1790 - 1859) est un peintre à l'huile et aquarelliste anglais affilié au groupe informel d'artistes connu sous le nom de Bristol School.
- Samuel Gurney Cresswell (1827-1867), navigateur, illustrateur et explorateur, né et mort à King's Lynn, premier officier à avoir franchi le passage du Nord-Ouest
- George William Wigner (1842-1884), chimiste, né à King's Lynn.
- Roger Taylor, né en 1949 : batteur du groupe Queen puis de Queen+Paul Rodgers
- Martin Brundle, né en 1959 : ancien pilote de Formule 1, vainqueur des 24 heures du Mans en 1988
- Emily Bell (1965- ), journaliste et universitaire, y est née
- George North, né en 1992 : joueur international gallois de rugby à XV
- Ali Price, né en 1993 : joueur international écossais de rugby à XV
- George Russell, né en 1998 : pilote de formule 1 chez Mercedes.